# بازی پنهان
بازی پنهان یک مجموعه تلویزیونی محصول سال ۱۳۷۹–۱۳۸۰ به کارگردانی شاپور قریب، نویسندگی علی خودسیانی و تهیه‌کنندگی اسدالله نصیری می‌باشد که از شبکه تهران پخش شد.
این سریال اختلافات دو باجناغ بر سر نانوایی فانتزی است و در نهایت ختم به خیر می‌شود.

## بازیگران و عوامل
- صدیقه کیانفر
- سعید شیخ‌زاده
- مهتاج نجومی
- مهسا کرامتی
- جمشید جهان‌زاده
- مجید مشیری
- بهمن دان
- مهتاج نجومی
- وحید شیخ‌زاده
- جواد هاشمی
- کبری فرخی
- هومن پزشکی
- مهوش وقاری
- بیتا حیدری
- بابک نوری
- شبنم معززی
- غلامرضا علی‌اکبری
- فرشید زارعی‌فرد
- سعید نورالهی
- رحمت یخچالیان
- فریماه خدادادی
- فرخنده فرمانی‌زاده
- سیاوش پورمهدی
- قادر پزشکی
- محسن قبادی
- حمید دلشکیب
- جواد امجد
- علی داودی
- کامبیز طلایی
- فرید نامور
- عظیم مشهدی
- ایرج صفدری
- رؤیا هواخواه
- هاجر زرین
- شهین افشار
- احمد تجری
- علی حسن‌پور
- رقیه نجارپور
- امیر مقدم
- زهرا عباسی
- عسل بروجردی
- محمد مصدق
- اکبر امینیان
- منصور جعفری
- عباس کریمی
- آرمان بهزاد
- رضا درخش چشم
- مدیر تولید: محمود خسروی